# Tomonori Hirayama
Tomonori Hirayama (Shizuoka, 9 januari 1978) is een voormalig Japans voetballer.

## Clubcarrière
Hirayama speelde tussen 1996 en 2007 voor Kashiwa Reysol en Juventus.